# A Bermuda-háromszög eseményeinek listája

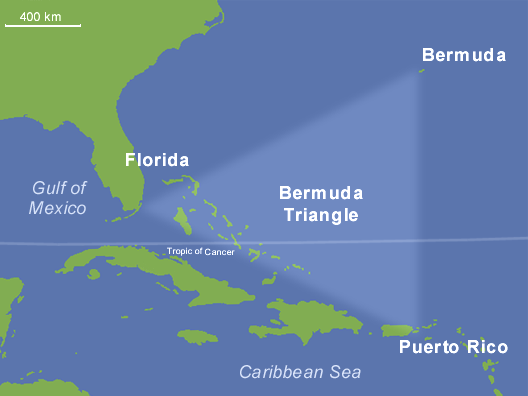
A Bermuda-háromszög elhelyezkedése az Atlanti-óceánban

A Bermuda-háromszögben, de leginkább annak környékén az évek során számos baleset következett be. A cikk a dokumentált eseteket gyűjti össze.
- 1492 - Kolumbusz
- 1840. augusztus - Rosalie francia kereskedelmi hajó
- 1854. április - Bella brit hajó
- 1866 - Lotta svéd vitorlás
- 1868 - Viego spanyol kereskedelmi hajó
- 1872. december - Mary Celeste brit kereskedelmi hajó
- 1880 - Atalanta brit haditengerészeti kiképzőhajó
- 1881 - Ellen Austin brit hajó esete az ismeretlen elhagyott hajóval
- 1884 - Miramon olasz kereskedelmi hajó
- 1902. október - Freya német kereskedelmi hajó
- 1902. november - Spray és Joshua Slocum
- 1918. március - Cyclops haditengerészeti szénszállító
- 1921. január - Carroll A. Deering ötárbócos szkúner
- 1925. április - Raifuku Maru japán kereskedelmi hajó
- 1925. december - Cotopaxi teherhajó
- 1926. március - Sudoffco teherhajó
- 1931. október - Stavenger norvég halászhajó
- 1932. április - John and Mary kétárbócos szkúner
- 1935. augusztus - La Dahama szkúner-yacht
- 1940. február - Gloria Colita szkúner
- 1941. november - Proteus szállítóhajó
- 1941. december - Nereus szállítóhajó
- 1944. október - Rubicon kubai teherhajó
- 1945. december 5. - 19. repülőraj és Martin Mariner hidroplán
- 1946. december 5. - City Belle szkúner
- 1947 - Superfortress
- 1948. január 30. - Star Tiger Tudor-IV repülőgép
- 1948. március 6. - Al Snider zsoké bérelt motoros yachtja
- 1948. december 28. - DC-3 típusú repülőgép
- 1949. január 17. - Star Ariel Tudor-IV repülőgép
- 1950. március 23. - Globemaster repülőgép
- 1950. április - Sandra teherhajó
- 1953. február 2. - British York Transport csapatszállító repülőgép
- 1954. október 30 - Super Constellation haditengerészeti repülőgép
- 1954. december 4. - Southern Districts kénszállító hajó
- 1955. szeptember 26. - Connemara IV yacht
- 1956. november 9. - haditengerészeti járőrbombázó (Martin Marlin P5M)
- 1958. január 2. - Revonoc versenyvitorlás
- 1962. január 8. - KB-50 repülőgép
- 1962. április - Piper Apache repülőgép
- 1963. február 4. - Marine Sulphur Queen teherszállító
- 1963. április 10. - Thresher tengeralattjáró
- 1963. július 2. - Sno' Boy halászhajó
- 1963. augusztus 28. - két KC-135 üzemanyagtöltő-repülőgép egyidejű eltűnése
- 1965. június 6. - C-119 repülő tehervagon
- 1967. január 11. - Chase YC-122 teherszállító repülő
- 1967. január 20. - Piper Apache kisrepülő
- 1967. december 22. - Witchcraft motoryacht
- 1968. május 21. - Scorpion atomtengeralattjáró
- 1969. július 10. - Teignmouth Electron trimarán
- Az 1969. június-júliusi további négy hajó
- 1969. augusztus - Brendan the Bold
- 1970. november 26. - Jillie Bean motoryacht
- 1970. november 23. - Piper Comanche repülőgép
- 1971. április 5. - Elizabeth teherhajó
- 1971. október 15. - El Caribe teherhajó
- 1972. február 1. - V.A. Fogg tartályhajó
- 1973. március 25. - Anita szénszállító